# Archives départementales de l'Indre
Les archives départementales de l'Indre sont un service du conseil départemental de l'Indre, chargé de collecter les archives, de les classer, les conserver et les mettre à la disposition du public.

## Historique
Les Archives départementales de l'Indre ont été créées sous la Révolution, lorsque les papiers des institutions supprimées et les titres des domaines nationaux furent rassemblés aux chefs-lieux de districts puis, à partir de l'an V, au chef-lieu du département.
Longtemps conservées dans la salle du Trésor du Château-Raoul (dans l'ancien donjon détruit en 1824), les archives déménagèrent dans les combles de cet édifice où elles furent conservées dans l'inconfort et les risques d'incendie ou d'inondation.
En 1894, elles furent transportées non loin de là, dans l'immeuble de l'ancien imprimeur Migné, au 32 rue de la Vieille-Prison, auquel l'architecte départemental Henry Dauvergne avait accolé un dépôt de deux niveaux. Peu de modifications sont à noter jusqu'au directorat de Xavier du Boisrouvray, entre 1953 et 1966, qui vida le dépôt et y aménagea trois niveaux et un grenier avec des planchers de béton soutenus par des rayonnages métalliques à poteaux porteurs.
En 1970, lors de la construction de la nouvelle préfecture, deux salles en sous-sol (distantes du dépôt principal d'une cinquantaine de mètres) permirent un accroissement notable des rayonnages. Mais l'exiguïté des locaux accueillant le public (ancien salon de l'hôtel Migné, devenu salle de lecture) et l'incommodité des bureaux (appartements ou grenier aménagés) conduisirent à rechercher une nouvelle implantation.
Depuis octobre 2003, les archives départementales sont transférées dans l'ancienne école normale de filles. Ce bâtiment, construit en 1888-1889 par Henry Dauvergne, a été restauré et agrandi en 2000-2002 par le cabinet SAREA (M. Alain Sarfati) et Architectes et Associés de Châteauroux (M. Jean-Paul Broquet). Il offre une salle de lecture de 48 places (dont certaines permettent la consultation des fonds numérisés), des salles d'exposition, de conférences et d'accueil scolaire, et 20 kilomètres linéaires environ de rayonnages.

## Direction
- 1953-1966 : Xavier du Boisrouvray ;
- 1993-2016 : Marc du Pouget ;
- 2016-2020 : Anne Gérardot[1] ;
- Depuis 2020 : Lucie Dorsy

## Pour approfondir